# Pierre Etchebaster

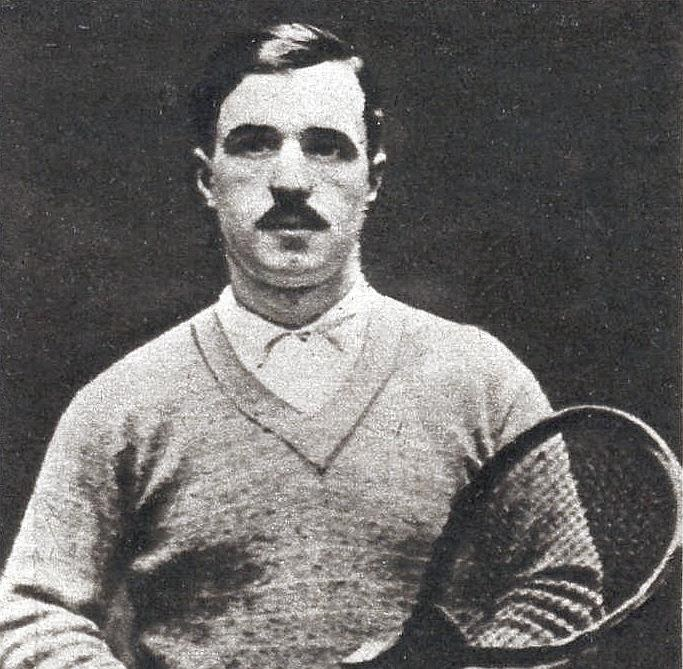
Pierre Etchebaster

Pierre Etchebaster (San Juan de Luz, 8 de diciembre de 1893 a 24 de marzo de 1980) fue un destacado deportista francés ocho veces campeón del mundo del juego de palma, deporte antecesor del tenis y otros deportes de raqueta.

## Carrera
Etchebaste nación en un pueblo pesquero de la zona vasco-francesa de la Aquitania donde se convirtió en destacado jugador de pelota mano, variante de la pelota vasca. Tras un breve paso por Chile, Pierre regresó a Francia para alistarse en el ejército y combatir en la Primera Guerra Mundial. Tras la guerra, retomó su carrera en su vila natal y llegó a ser campeón del mundo de Francia de pelota mano así como de pelota paleta y cesta punta.
Sus logros llamaron la atención del campeón del mundo de juego de palma, Jacques Worth, y presidente de un club de este deporte en París. Worth buscaba un buen jugador de pelota vasca que pudiera adaptar sus conocimientos al juego de palma. Tras unos minutos de peloteo, la prueba que debería haber durado una semana se dio por finalizda y Etchebaste se convirtió en el jugador preferente del Club de Jeu de Palme du Paris. El periodista deportivo George Plimpton comentó: "es como levantar un bate de béisbol por primera vez una mañana de abril y jugar con los Yankees por la tarde"
En 1928 se vestía en Londres la boina azul que le distinguía como campeón del mundo tras vencer al antiguo campeón Fred Covey que le arrebataría el título al año siguiente para devolvérselo en 1930. En total, logró ocho campeonatos del mundo(1928, 1930,1937,1948,1949,1950,1952).
En 1930, Etchebaster pasaba a formar parte del prestigioso y exclusivo Club de Tenis y Raqueta de Nueva York, donde jugó y entrenó hasta su retirada en 1955.
Su récord de número de títulos fue igualado en 2006 por el australiano Robert Fahey que logró batirlo en 2008.

## Palmarés
| Año  | Mención                             |
| 1922 | Campeón de Francia de pelota mano   |
| 1922 | Campeón de Francia de pelota paleta |
| 1922 | Campeón de Francia de cesta punta   |
| 1928 | Campeón del mundo de juego de palma |
| 1930 | Campeón del mundo de juego de palma |
| 1937 | Campeón del mundo de juego de palma |
| 1948 | Campeón del mundo de juego de palma |
| 1949 | Campeón del mundo de juego de palma |
| 1950 | Campeón del mundo de juego de palma |
| 1951 | Campeón del mundo de juego de palma |

## Menciones de honor
| Año  | Mención                    | País           |
| 1955 | Legión de Honor            | Francia        |
| 1978 | Salón de la Fama del Tenis | Estados Unidos |

## Publicaciones
- En 1954 protagonizó junto a Odgen Phipps, Francis X. Shields y Alastair B. Martin el video promocional del Club de tenis y raqueta de Nueva York.
- En 1971 publicó "Pierre's Book. The Game of Court Tennis" con una introducción de George Plimpton.